# Dumitru Căpățână
Dumitru  Căpățână (n. 1873, Brașov – d. 1942, Brașov) a fost un delegat în Marea Adunare Națională de la Alba Iulia, organismul legislativ reprezentativ al „tuturor românilor din Transilvania, Banat și Țara Ungurească”, cel care a adoptat hotărârea privind Unirea Transilvaniei cu România, la 1 decembrie 1918.

## Biografie
Dumitru Căpățână, s-a născut în 1873 în orașul Brașov. A studiat la școala centrală din Brașov. După 1918 a fost președinte al Societății "Avram Iancu" a meseriașilor brașoveni.

## Activitatea politică
Ca delegat al Cercului I al orașului Brașovul a luat parte la Marea Adunare Națională de la Alba Iulia.